# Cantón de Saint-Michel-sur-Orge
El cantón de Saint-Michel-sur-Orge era una división administrativa francesa, que estaba situada en el departamento de Essonne y la región de Isla de Francia.

## Composición
El cantón estaba formado por la comuna que le daba su nombre:
- Saint-Michel-sur-Orge

## Supresión del cantón de Saint-Michel-sur-Orge
En aplicación del Decreto n.º 2014-230 de 24 de febrero de 2014, el cantón de Saint-Michel-sur-Orge fue suprimido el 22 de marzo de 2015 y su comuna pasó a formar parte del nuevo cantón de Brétigny-sur-Orge.